# بكاشينة مزوقة
بكاشينة مزوقة او شنقب مزوق (الاسم العلمي: Rostratula  benghalensis) (بالإنجليزية: Greater  Paintedsnipe)‏ هو طائر ينتمي إلى الجوانيات (فصيلة: Rostratulidae).

## معرض صور

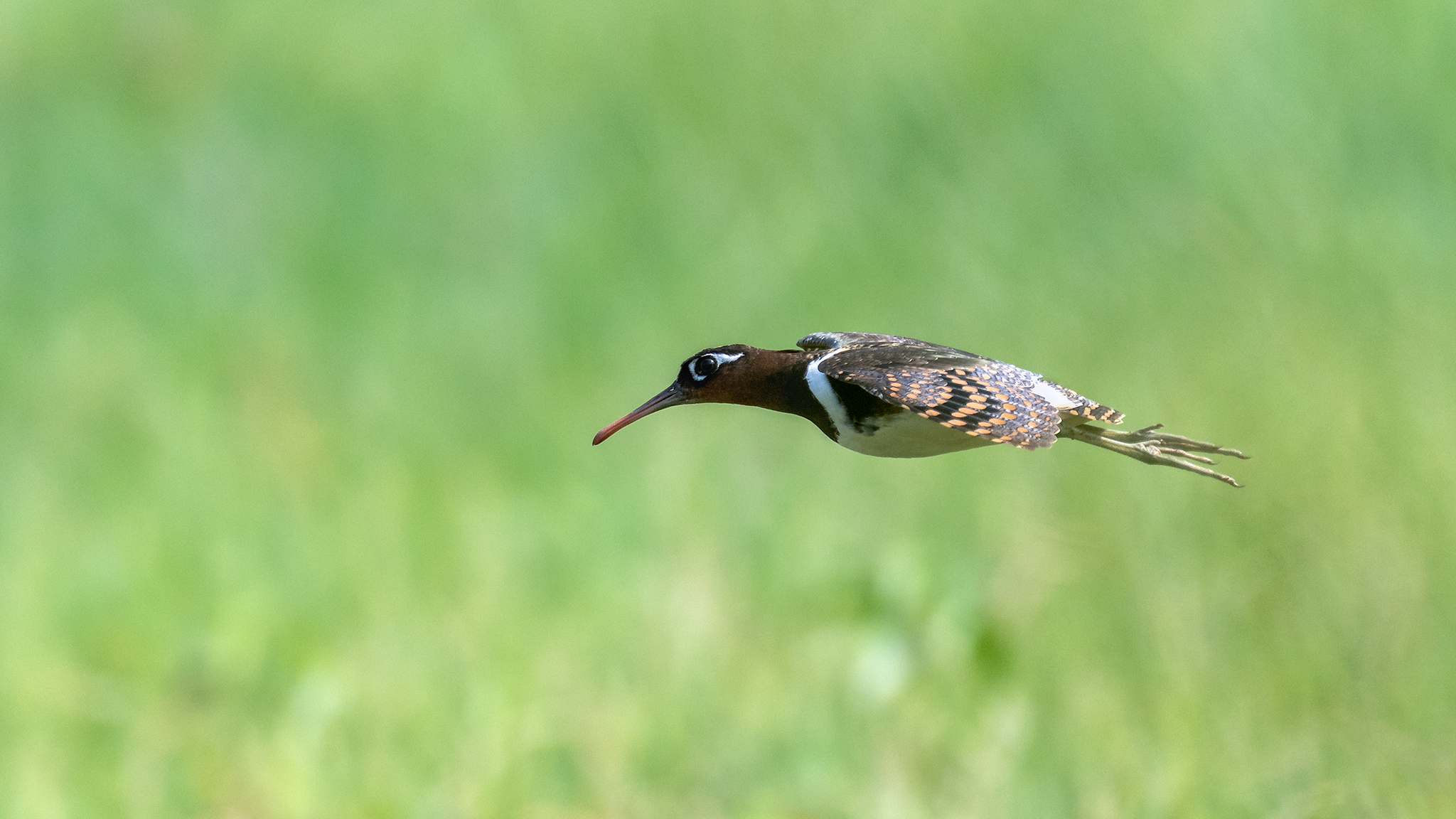
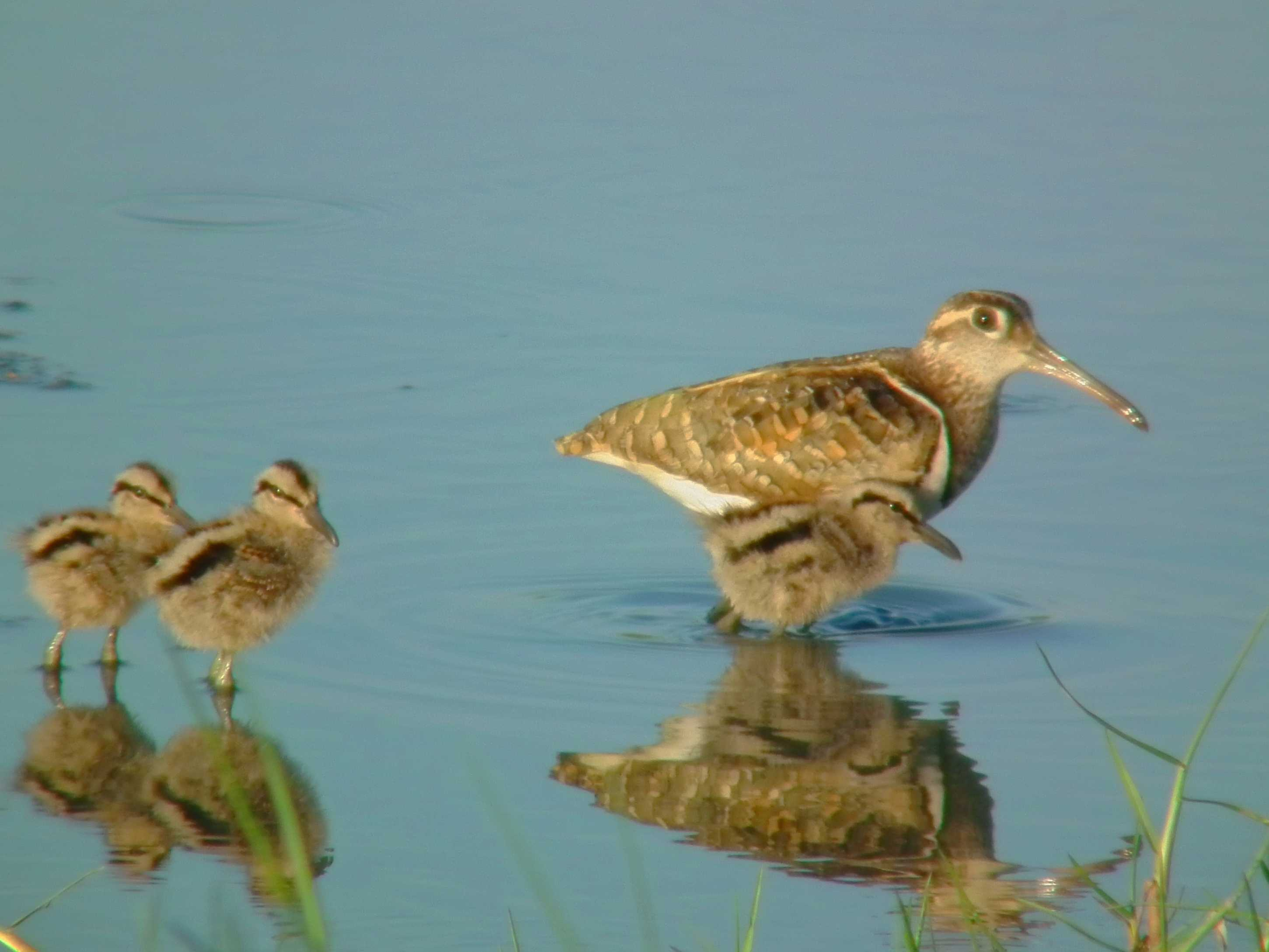
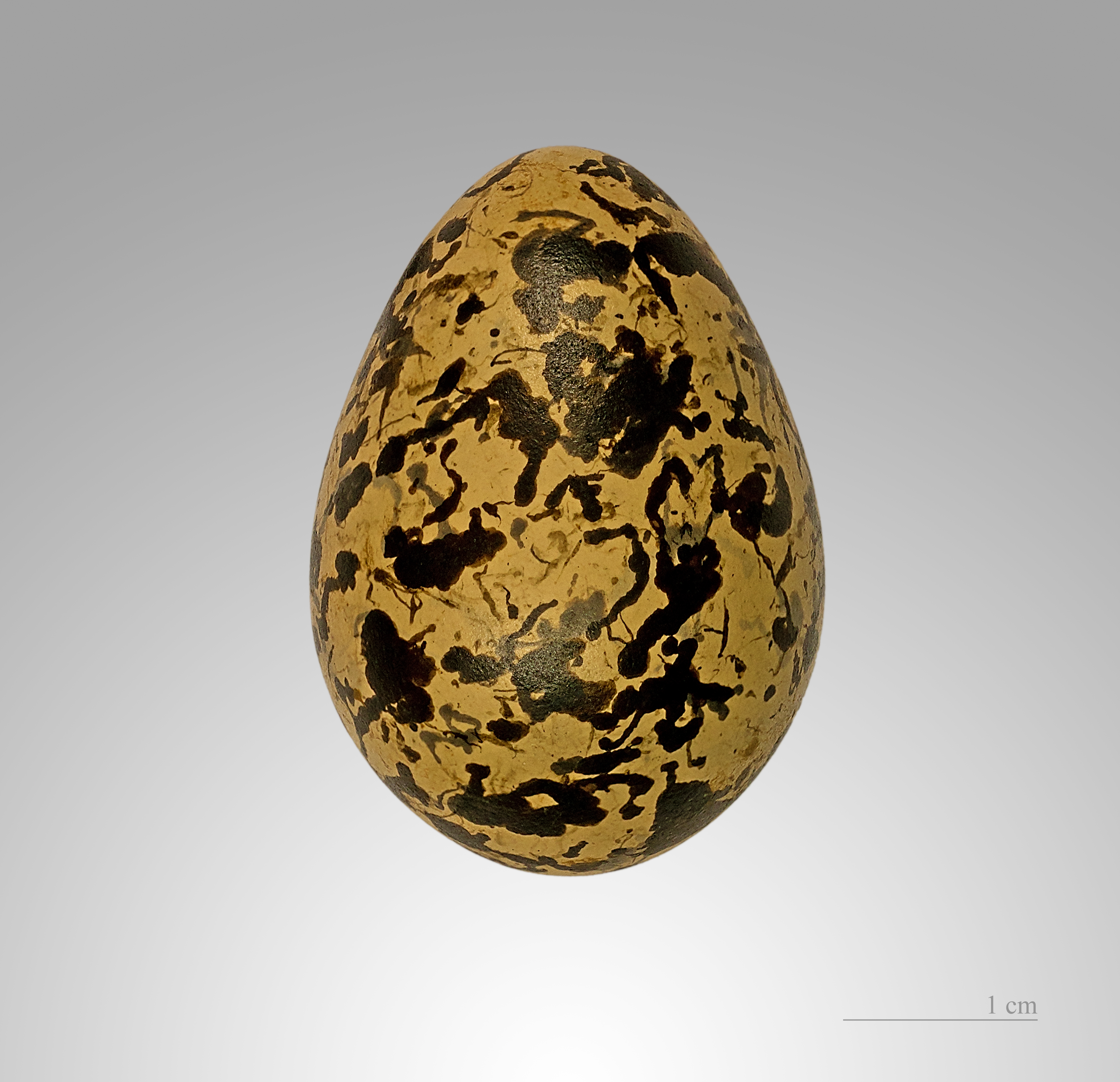
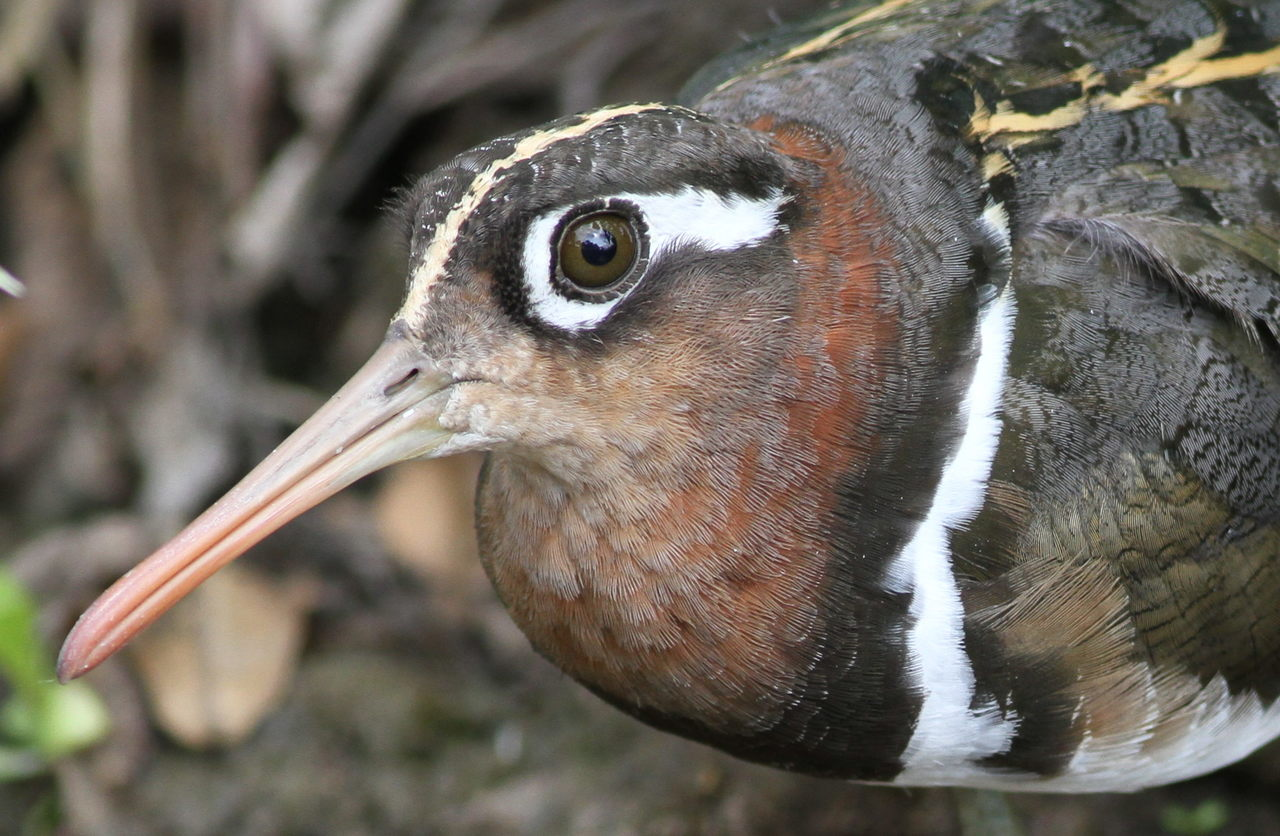